# Decas
Decas – album grupy As I Lay Dying. Stanowi kompilację utworów - zawiera trzy nowe piosenki grupy, cztery covery innych grup oraz cztery remiksy i jeden utwór zarejestrowany ponownie.
Wydanie albumu zbiegło się z jubileuszem 10-lecia istnienia As I Lay Dying, z tego względu płyta jest traktowana jako rocznicowa i stanowi wyraz prezentu dla fanów zespołu za wsparcie. Do tego faktu odnosi się sama nazwa albumu, pochodząca od słowa dekada (10 lat) W związku z wydaniem płyty zorganizowano także trasę koncertową pod nazwą "A Decade of Destruction" (Dekada Zniszczenia), trwającą od listopada do grudnia 2011 roku.
Album promowały "Paralyzed" (udostępniony we wrześniu 2011 roku) oraz "Electric Eye" [cover Judas Priest], do których nakręcono teledyski. Celem promocji albumu powstała specjalna strona internetowa.
Intro muzyczne "Hellion" oraz utwór "Electric Eye" pochodzą pierwotnie z albumu Screaming for Vengeance (1982) grupy Judas Priest. Utwór "War Ensemble" pochodzi pierwotnie z albumu Seasons in the Abyss (1990) grupy Slayer. Utwór "Coffee Mug" pochodzi pierwotnie z albumu Everything Sucks (1990) grupy Descendents.

## Lista utworów
1. "Paralyzed" – 3:04
2. "From Shapeless to Breakable" – 2:44
3. "Moving Forward" – 3:42
4. "War Ensemble" (cover Slayer) – 4:50
5. "Hellion" (instrumental, cover Judas Priest) – 0:44
6. "Electric Eye" (cover Judas Priest) – 3:45
7. "Coffee Mug" (cover Descendents) – 0:40
8. "Beneath the Encasing of Ashes" (zarejestrowany ponownie) – 3:57
9. "The Blinding of False Light" (remiks Innerpartysystem) – 4:18
10. "Wrath Upon Ourselves" (remiks Ben Weinman) – 2:25
11. "Confined" (remiks Kelly "Carnage" Cairns) – 3:51
12. "Elegy" (remiks Big Chocolate) – 4:20

Utwór bonusowy (iTunes)
13. "Upside Down Kingdom" (remiks Iron Krill) – 3:02

## Twórcy
- Tim Lambesis – śpiew
- Jordan Mancino – perkusja
- Phil Sgrosso – gitara elektryczna, fortepian
- Nick Hipa – gitara elektryczna
- Josh Gilbert – gitara basowa, śpiew